# گیوم پروو
گیوم پروو (به زبان اصلی: Guillaume Prévost)(زاده ۱۱ نوامبر ۱۹۶۴ ،آنتاناناریوو، ماداگاسکار) نویسنده فرانسوی است که بیشتر با آثار جنایی-تاریخی خود همچون قتل‌های رم، راز اتاق تاریک و قاتل و غیب گو شناخته می‌شود.
او دانش‌آموخته رشته تاریخ از دانشسرای عالی سن کلود است و در حال حاضر در دبیرستان‌های فرانسه تدریس می‌کند.
پروو علاوه بر آثار تخصصی مثل جنگ جهانی دوم و زندگی و جامعه  سه رمان معمایی تاریخی راز اتاق تاریک، قتل‌های رم و قاتل و غیبگو و همچنین رمان‌هایی برای نو جوانان نگاشته‌است که سه‌گانه زمان از آن جمله است. این تریلوژی که در فاصله سال‌های ۲۰۰۶ تا ۲۰۰۸ نگاشته و در مجموعه جوانان انتشارات گالیمار منتشر شد، تا کنون چند جایزه معتبر برای گیوم پروو به ارمغان آورده‌است.
او همچنین به تدریس تاریخ در دانشگاه شهر لوهاور در فرانسه مشغول است.

## سه‌گانه زمان

### داستان
سه‌گانه زمان او شامل سه کتاب کتاب زمان،کتاب زمان ۲ و دروازه روزها است که در فرانسه چاپ شد و علاقه پروو به مطالعه کتاب و تاریخ، موجب پدید آمدن این سه‌گانه شده‌است.
کتاب زمان، ماجرای یک نوجوان چهارده ساله به نام سم فاکنر است که بعد از مرگ مادرش در حادثه رانندگی، با مادر بزرگ و پدر بزرگش زندگی می‌کند.
پدر او فروشنده اشیاء و کتاب‌های باستانی است که روزی به‌طور ناگهانی مفقود می‌شود. در جستجوی پدر، سم روزی در حال گشت زدن در مغازه بود که با مجسمه ای سنگی از دوران باستان روبرو می‌شود. این مجسمه او را به اعماق تاریخ می‌برد و او به مصر باستان، امپراتوری روم، بلژیک قرون وسطایی، دوران وایکینگ‌ها و جنگ جهانی اول سفر می‌کند.
با کمک عمو زاده دوازده ساله خود، لیلی، که از طریق پیامک با او در ارتباط است، سم موفق می‌شود تا به انسان‌های هر دوره تاریخی که به آن سفر می‌کند کمک کند و به این ترتیب اثری کوچک اما حیاتی از خود در تاریخ به جا می‌گذارد.
همچنین به جستجوی پدرش در طول تاریخ مشغول می‌شود و درکتاب دوم، دروازه‌های روز، می‌یابد که شیطانی به نام وِلَد پدرش را اسیر کرده‌است و هرچه بیشتر پدرش در قصر او زندانی باشد، بیشتر به مرگ تمایل پیدا می‌کند. ولد همان شخصیتی است که در داستان دراکولای برم استوکرز حضور دارد.سم باید هفت سکه راهنما را در طول تاریخ جمع‌آوری کند تا پدرش را آزاد کند.

### نظرات پیرامون کتاب
ویکی اسمیت، در سایت Horn Book، به بررسی این کتاب پرداخته و اذعان داشته‌است که:
پروو پی رنگ داستان را با سرعت بی وقفه ای پیش می برد و هم به "سم" و هم به خواننده، لحظات کوتاهی را تقدیم می کند تا نفس را درسینه بین برش‌های زمانی حبس کنند .
کارولین فیلان در Booklist نوشته‌است:
ترسیم عالی شخصیت‌ها و حرکت نرم داستان، خواننده را مسحور می‌کند. خوانندگان برای کتاب دوم این سه‌گانه، تقلا خواهند کرد .
وی از این کتاب، با عنوان "فوق العاده مبتکرانه" نام برده‌است.

شرکت کننده مجله کِلیات(به انگلیسی: Kliatt) ،کارا کنسلر دربارهٔ کتاب زمان نوشته‌است: 
برگ برنده پروو، رمان تاریخی خیره کننده اوست که به طرزی متقاعد کننده، خواننده را در مسیری قرار می‌رهد که توسط قهرمان جوان داستان طی می‌شود .

### دیدگاه پروو
گیوم پروو در مصاحبه خود با سایت kidsread.com دربارهٔ سه‌گانه زمان گفت:
در هنگام مصاحبت با دانش آموزانم، همواره تلاش کرده‌ام تا بر روی وجه «انسانی» تاریخ تمرکز کنم. تا به آنها بفهمانم که مثلاً یونانی‌ها که دموکراسی را در آتن به وجود آوردند، از جهاتی با ما متفاوت بودند اما از جهات بسیاری دیگر، بسیار مشابه. این چیزی است که ما را به آنها نزدیک می‌کند و دانستن این موضوع مهم و کاربردی است. آنها امروز هم سخن‌هایی برای گفتن به ما دارند و این مفهوم از سه‌گانه زمان، دور نیست.

## راز اتاق تاریک
راز اتاق تاریک، رمانی پلیسی است که در فضای قرن نوزدهم فرانسه رخ می‌دهد و داستانی جنایی-معمایی است که مفهوم عنوان آن در طول داستان روشن می‌شود.
داستان با حضور قهرمان‌های داستان، ژول و فلیکس در جلسه احضار روح ویل گوردن، مدیوم مشهور آغار می شودکه در فرانسه قرن نوزدهم این جلسات باب بوده‌اند.
با قتل گوردن در پایان جلسه، این دو جوان وارد ماجرایی طولانی برای کشف قاتل و به چاپ رساندن دستاوردهایشان در روزنامه مردم برای رسیدن به ثروت و شهرت می‌شوند.
این کتاب توسط بهاره مرادی، به فارسی ترجمه و توسط نشر قطره در تهران به چاپ رسیده‌است.